# Frederica Guilhermina da Prússia
Frederica Guilhermina Luísa Amália da Prússia (em alemão:  Friederike Luise Wilhelmine Amalie von Preußen; Berlim, 30 de setembro de 1796 — Dessau, 1 de janeiro de 1850) foi uma filha do príncipe Luís Carlos da Prússia e da duquesa Frederica de Mecklemburgo-Strelitz. Era um membro da Casa de Hohenzollern e, através do seu casamento com o duque Leopoldo IV de Anahalt-Dessau, tornou-se duquesa consorte de Anahalt.

## Família
Frederica era a mais nova e única filha da união entre o príncipe Luís Carlos da Prússia e a duquesa Frederica de Mecklemburgo-Strelitz. O seu pai era filho do rei Frederico Guilherme II da Prússia. Devido aos casamentos posteriores da sua mãe, Frederica teve muitos meios-irmãos, incluindo o rei Jorge V de Hanôver.

## Casamento e descendência
No dia 18 de abril de 1818, Frederica casou-se com o duque Leopoldo IV de Anhalt em Berlim. Os dois tinham ficado noivos no dia 17 de maio de 1816, numa união arranjada pela corte prussiana. Esta ligação dinástica expressava as políticas pró-prussianas de Leopoldo.
Juntos tiveram seis filhos:

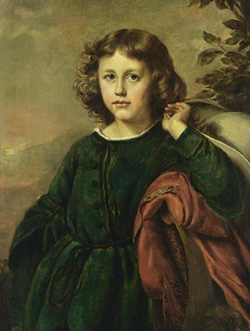
Frederica Guilhermina, c. 1810

- Frederica Amália Augusta de Anhalt-Dessau (28 de novembro de 1819 - 11 de dezembro de 1822)
- Frederica Amália Inês de Anhalt-Dessau (24 de junho de 1824 - 23 de outubro de 1897), casada em 1853 com o duque Ernesto I de Saxe-Altemburgo.
- Natimorto (3 de agosto de 182])
- Natimorto (3 de novembro de 1827)
- Frederico I de Anhalt (29 de abril de 1831 - 24 de janeiro de 1904), casado em 1854 com a princesa Antónia de Saxe-Altemburgo.
- Maria Ana de Anhalt-Dessau (14 de setembro de 1837 - 12 de maio de 1906), casada em 1854 com o príncipe Frederico Carlos da Prússia.

## Títulos e estilos
- 30 de setembro de 1796 – 18 de abril de 1818: Sua Alteza Real Princesa Frederica Guilhermina da Prússia
- 18 de abril de 1818 – 1 de janeiro de 1850: Sua Alteza Real A Duquesa de Anhalt-Dessau
- 27 de novembro de 1847 – 1 de janeiro de 1850: Sua Alteza Real A Duquesa de Anhalt-Köthen